# Bulbophyllum setaceum
Bulbophyllum setaceum är en orkidéart som beskrevs av Tsan Piao Lin. Bulbophyllum setaceum ingår i släktet Bulbophyllum och familjen orkidéer. Inga underarter finns listade i Catalogue of Life.